# キ66 (航空機)
川崎 キ66
- 用途：爆撃機
- 分類：急降下爆撃機
- 設計者：土井武夫
- 製造者：川崎航空機
- 運用者：日本陸軍
- 初飛行：1942年
- 生産数：6機
- 運用状況：試作のみ

キ66は、日本陸軍によって試作された急降下爆撃機である。製作は、川崎航空機。

## 概要
1941年（昭和16年）9月に日本陸軍からの急降下爆撃機開発の要請を受けて、川崎航空機で設計を開始したのがキ66である。試作第1号機は、1942年（昭和17年）11月に完成した。
キ66は、九九式双発軽爆撃機とよく似た外見（両機とも設計は土井武夫技師）を持っていたが一回り小さく、左右の主翼下面にスノコ状のダイブブレーキを装備していた。これは、1939年（昭和14年）に陸軍が研究用にドイツから購入したユンカース Ju 87の物を参考にしたと思われる。爆弾搭載量は300～500kgで、腹部の爆弾倉に装備された。この他に、対地攻撃用と防御用に機銃を５丁装備していた。

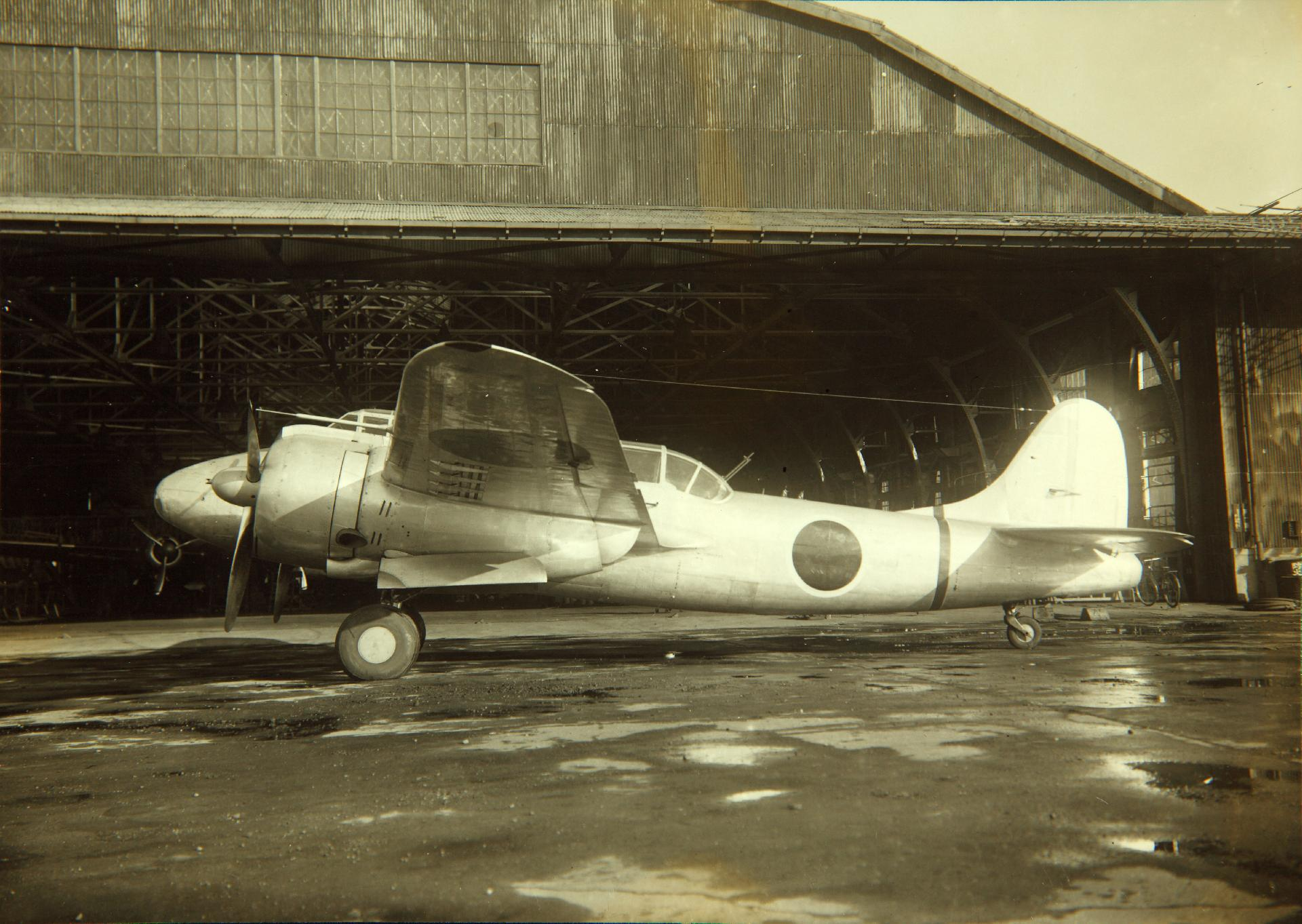
側面画像

飛行審査は1943年（昭和18年）2月から開始された。飛行性能は概ね良好だったが、最大速度が九九式一型双発軽爆撃機より40km/h程度の差しかなかったため、陸軍では速度性能を中心にさらなる性能向上型の開発を指示した。しかし、川崎飛行機ではこの要求に応えるだけの開発余力はなく、また同時期に完成した九九式双発軽爆撃機に本機と同じダイブブレーキを取り付けた型（二型乙）がある程度の急降下爆撃に使用できることが判明したことから、陸軍内において急降下爆撃機は九九式双発軽爆撃機で十分との意見が出て、結局同10月にキ66は不採用となってしまった。製造機数は試作機3機、増加試作機3機の合計6機であった。
なお本機の主翼の設計は、キ96に流用され引き継がれた。

## スペック
- 全長：11.20m
- 全幅：15.50m
- 全高：3.70m
- 重量：4,100kg
- 全備重量：5,750kg
- 発動機：ハ115×2
- 出力：1,150hp
- 最大時速：535km/時
- 航続力：2,000km
- 上昇力：5000mまで7分30秒
- 最高上昇：10,000m
- 武装
  - 12.7mm機関銃2挺（機首固定）
  - 7.92mm機関銃2挺（後部旋回）
  - 爆弾300～500kg